# Três Arroios
Três Arroios es un municipio brasileño del estado de Rio Grande do Sul. Su población estimada para el año 2003 era de 3.075 habitantes. Ocupa una superficie de 148,7 kilómetros cuadrados (57,4 mi²).

## Historia
El origen del nombre del municipio Três Arroios se debe al hecho de que la localidad es atravesada por tres arroyos: napoleão, perdido y da Sede. El inicio de la colonización se da alrededor de 1917, cuando llegan a la región familias de inmigrantes alemanes.